# Calasparra
Calasparra er en by og kommune i det sydøstlige Spanien i Murcia-regionen. Den har et indbyggertal på 10.286 (2024) indbyggere.